# Michel Adanson
Michel Adanson (Aix-en-Provence, 7 aprile 1727 – Parigi, 3 agosto 1806) è stato un botanico francese di origine scozzese.

## Biografia
La sua famiglia si trasferì a Parigi nel 1730. Dopo aver lasciato il collège Sainte-Barbe, trovò un impiego nei gabinetti botanici di René-Antoine Ferchault de Réaumur e Bernard de Jussieu, così come al Jardin des Plantes. Alla fine del 1748 lasciò la Francia per il Senegal al seguito di una spedizione esplorativa. Ci rimase per cinque anni, collezionando e descrivendo numerosi animali e piante. Inoltre collezionò esempi di ogni oggetto commerciato, disegnò mappe del paese, fece sistematiche osservazioni meteorologiche ed astronomiche e preparò grammatiche e dizionari della lingua parlata in Senegal.
Dopo il suo ritorno a Parigi nel 1754, si servì di una piccola parte del materiale raccolto per la stesura dell'opera Histoire naturelle du Senegal (1757). Questo lavoro è soprattutto interessante per il saggio sulle conchiglie di origine animale, posto alla fine, dove Adanson propose il suo metodo universale, un sistema di classificazione distinto da quelli di Buffon e Linneo. Nel 1763 pubblicò Familles naturelles des plantes. In questo suo lavoro sviluppò il principio di ordinamento sopra menzionato, che, con la sua adesione alle relazioni naturali botaniche, era basata sul sistema di Joseph Pitton de Tournefort ed era stata anticipata in alcuni suoi punti da John Ray quasi un secolo prima. Il successo di questo lavoro fu ostacolato dalla sua innovazione nell'uso dei termini, che erano ridicolizzati dai difensori del popolare sistema di Linneo, ma contò molto nell'aprire la strada alla costituzione del metodo naturale di classificazione delle piante, principalmente per mezzo del Genera Plantarum (1789) di Antoine Laurent de Jussieu.
Nel 1774 Adanson sottopose all'esame della Accademia francese delle scienze un lavoro immenso, che si estendeva a tutti gli esseri e sostanze conosciuti. Era composto da 27 grandi volumi manoscritti che si occupavano di esporre la relazione generale di tutti questi argomenti e la loro distribuzione, cui si aggiungevano più di 150 volumi che trattavano dell'ordinamento alfabetico di 40 000 specie, un vocabolario contenente  200 000 termini con la loro spiegazione e un certo numero di annotazioni varie, 40 000 figure e 30 000 campioni provenienti dai tre regni naturali. La commissione alla quale venne affidato il controllo di tutta questo materiale consigliò fortemente Adanson di separare e pubblicare soltanto quello che era peculiarmente suo, lasciando fuori il risultato di una mera compilazione. Lui rifiutò ostinatamente questo consiglio e il notevole lavoro, al quale lui continuò a lavorare, non fu mai pubblicato.
Nel 1759 fu eletto membro dell'Accademia delle Scienze, che più tardi gli conferì una pensione. Fu privato di questo sussidio dallo scioglimento dell'Accademia da parte dell'Assemblea Costituente e di conseguenza fu ridotto in un tale stato di povertà da non essere in grado di apparire in pubblico. In seguito gli fu garantita una pensione sufficiente a soddisfare le sue semplici esigenze. 
Morì a Parigi dopo mesi di dure sofferenze, chiedendo, come unica decorazione per la sua tomba presso il cimitero di Père-Lachaise, una corona di fiori raccolti dalle sessantotto famiglie di piante che aveva descritto. «Un'immagine toccante anche se effimera», commentò Georges Cuvier, «del più durevole monumento che lui stesso si era costruito con il suo lavoro».
Oltre al libro sopra menzionato, Adanson pubblicò articoli sui vermi delle navi (Teredo navalis), sull'albero di baobab (Adansonia digitata)  e sull'albero della gomma (Hevea brasiliensis).
| Adans. è l'abbreviazione standard utilizzata per le piante descritte da Michel Adanson. Consulta l'elenco delle piante assegnate a questo autore dall'IPNI. |